# Léonce Peillard
Léonce Peillard (* 25. November 1898 in Toulon; † 27. Mai 1996) war ein französischer Marineschriftsteller, Verleger und Marinehistoriker.
Peillard stammte aus einer Seemannsfamilie, sein Vater war Maschineningenieur bei der französischen Kriegsmarine. Peillard ging in Dover zur Schule (auf der St. Mary’s School), was in ihm nach eigenen Worten aber eine Abneigung gegen die einseitige Geschichtsdarstellung und Prügelstrafen an englischen Schulen hinterließ. Mit 18 Jahren wurde er Seemann, drei Jahre später studierte er Jura und Handelswissenschaften an der École des hautes études commerciales. Anschließend ging er wieder zur See und ins Ausland, wobei er insbesondere die Routen nach Südamerika und dem Fernen Osten kennenlernte und längere Zeit in Brasilien und Argentinien lebte. Mit 40 Jahren gab er die Marinelaufbahn auf und wurde Schriftsteller und Verleger.
Er schrieb unter anderem Bücher über den U-Boot-Krieg im Zweiten Weltkrieg, die Versenkung derTirpitz, die Bergung des Goldes aus der im Ersten Weltkrieg versenkten Tubantia in den 1920er Jahren sowie zur Laconia-Affäre. Für das Buch über die Laconia-Affäredie, das in mehrere Sprachen übersetzt wurde, recherchierte er sorgfältig und befragte die überlebenden beteiligten U-Boot-Fahrer und Schiffbrüchigen, außerdem Admiral Karl Dönitz (der seine eigene Sicht im Anhang beisteuerte). In einigen anderen Büchern (wie der Affäre Tubantia) stellte er die historischen Fakten dagegen eher romanhaft dar. Peillard schrieb auch Marineromane. Darüber hinaus galt er in Frankreich als Experte für Ferdinand Magellan.
Von 1940 bis 1966 war Peillard Direktor von Biblio-Hachette und von 1942 bis 1967 von Livres de France. Seit 1965 war er Mitglied der Académie de marine.

## Schriften
- Affäre Laconia, Neff Verlag 1963 (Original:  L' affaire du Laconia: 12 septembre 1941, Paris, Laffont 1961)
- Affäre Tubantia – Die Jagd nach dem deutschen Gold im holländischen Wrack, Paul Neff Verlag 1978 (Original:  Le Trésor du „Tubantia“, Paris, R. Laffont 1978)
- Die Schlacht im Atlantik 1939–1945, Paul Neff Verlag 1975, Heyne 1978, Verlag Buch und Welt 1983 (und weitere deutsche Ausgaben; Originalausgabe La Bataille de l'Atlantique, 2 Bände, Laffont 1974, 1975)
- Geschichte des U-Boot Kriegs 1939–1945, Heyne Taschenbuch 1974 (Original: Histoire générale de la guerre sous-marine: 1939–1945, Laffont 1970)
- Versenkt die Tirpitz, Verlag Buch und Welt 1965 (Original: Coulez le Tirpitz! : (22 septembre 1943), Laffont 1965)
- Yougoslavie, Hachette 1955
- Magellan: et le premier tour du monde de la Victoria, Brüssel 1961
- La vie quotidienne à Londres au temps de Nelson et de Wellington: 1774–1852, Hachette 1968
- Auf den Straßen des Ozeans. Die Geschichte der internationalen Passagierschiffahrt von 1830 bis 1972, Stalling Verlag 1973 (Original: Sur les chemins de l'océan : paquebots, 1830–1972, Hachette 1972)
- Villegagnon: vice-amiral de Bretagne, vice-roi du Brésil, Paris, Perrin 1991 (Vorwort Alain Peyrefitte)

Romane:
- Françoise: roman maritime, Éditions Corrêa 1944
- Le capitaine Cornil Bart, Éditions Corrêa 1945
- La Porte de la Mer, Éditions Corrêa 1954